# Gard Sveen
Gard Sveen (* 8. března 1969, Horman) je současný norský spisovatel kriminálních, špionážních a phantasy románů.
Gard Sveen vystudoval politologii a v letech 1993-1998 byl baskytaristou v rockové kapele Moys, objevil se na dvou jejich hudebních albech.
Jeho literárním debutem byl kriminální román Den siste pilegrimen (Poslední poutník) z roku 2013, s hlavním hrdinou policejním detektivem Tommy Bergmannem. Vzbudil mezinárodní ohlas a během dvou let byl přeložen do angličtiny, francouzštiny, italštiny, nizozemštiny a dalších jazyků.
Od té doby se Sveen věnuje tomuto žánru a profesi dosud a do roku 2024 vydal osm románů.

## České překlady
- Poslední poutník vyšel v českém překladu Daniely Mrázové, vydalo nakladatelství Host v Brně roku 2016, ISBN 978-80-7491-525-3.

Audioknihu načetl a režíroval Tomáš Jirman, vydala ji Audiotéka roku 2017.

## Ocenění
- Rivertonova cena (2013)
- Glass Key/Skleněný klíč (2014)
- Palle-Rosenkrantzova cena (2016)